# 緒方耕一
緒方 耕一（おがた こういち、1968年9月2日 - ）は、熊本県熊本市出身の元プロ野球選手（外野手・内野手、右投両打）、野球解説者・野球評論家。

## 経歴

### プロ入り前
熊本県立熊本工業高等学校時代は「1番・遊撃手」を務め、3年時には甲子園大会へ春夏連続で出場。チームメイトにエースの永野吉成、二番手投手の木村重太郎、外野手の杉本拓也がいた。
1986年のプロ野球ドラフト会議で読売ジャイアンツから6位指名を受け入団。入団後スイッチヒッターに転向。

### プロ入り後
1988年に二軍でイースタン・リーグの盗塁王を獲得。また、同リーグタイ記録となる1試合6盗塁を記録している。なお、緒方の応援歌がこの時までに作成されたが、その応援歌は初代リリーフ・マーチの歌詞を変更して流用したものであった。
1989年に一軍公式戦初出場を果たし、後の正遊撃手となる川相昌弘とのポジション争いには敗れるが、内外野を兼任して出場機会を獲得。ランニング本塁打で一軍初本塁打を記録するなど、一軍でものちの盗塁王の片鱗を見せ、打席数は少ないながら打率.308、13盗塁の成績を残した。同年に台頭した井上真二が高校の2年先輩であったため「熊工コンビ」としてメディアに取り上げられ、とりわけ若い女性の人気を集めた。また、同年のジュニアオールスターゲームへ出場している。
1990年には腰痛で長期離脱した篠塚利夫の穴を埋める活躍で初の規定打席到達を果たすと33盗塁で野村謙二郎と並び初のセ・リーグ盗塁王を獲得したが、同年の日本シリーズで一塁に駆けこんだ際にアキレス腱を故障。
1991年は、上記のアキレス腱の怪我の影響が響いて出場機会を減らし、盗塁数も激減した。
1992年は終盤、故障でまともに出場できない状況であったが、一軍監督の藤田元司はビジターの試合で2番打者で先発させ、1回の表に打席を完了すると回の裏から他の選手を守備に就かせて（出塁時は代走が送られた）打席数を稼ぎ、規定打席に到達させた。
1993年には怪我から復活し、シーズン終了直前の出場12試合で10盗塁を稼ぎ、24盗塁で石井琢朗と並び2度目の盗塁王を獲得。NPBにおける盗塁王としては、2リーグ制開始以降、最も少ない記録だった。また、緒方以降、巨人からは2011年の藤村大介まで18年間盗塁王が誕生しなかった。さらに、巨人で複数回盗塁王を獲得したのは2023年シーズン終了時点で緒方が最後である。
1994年は守備・走塁のスペシャリストとして活躍し、のちに伝説の一戦と呼ばれた「10.8決戦」にもダン・グラッデンに代わって守備で途中出場した。同年の日本シリーズではファインプレーを見せた他、第5戦で勝利を決定づける満塁本塁打を放ち、長嶋茂雄監督に「ミラクルボーイ」と言わしめた。右打席はパンチ力があり、この日本シリーズを含めて17本の柵越え本塁打（ほか1本のランニング本塁打）を放っているが、この17本中11本は対戦数の少ない左投手相手に右打席で放ったものである。10.8決戦の前日の10月7日に入籍した。
翌年以降は怪我や不振に苦しみ1997年に代走・守備固め要員ながら一軍で復調したが、1998年一軍出場無しに終わり30歳で現役を引退した。

### 引退後
1999年より、TBSとプロ野球解説者契約を結ぶ。主に「マイクを持った盗塁王」のキャッチフレーズでTBSラジオナイター中継のベンチリポーターを務めた（一時期、ナイター中継の事前番組・事後番組のパーソナリティも担当）。また、この頃には専門誌『週刊ベースボール』で連載しているイ・リーグのリポート記事「イースタン・チェック」も担当していた。
2002年に巨人二軍外野守備・走塁コーチへ就任。
2003年に退団。
2004年から2005年まで再びTBSラジオでベンチリポーターを務めた。
2006年に巨人二軍外野守備・走塁コーチへ復帰した。
2008年から一軍外野守備・走塁コーチに就任。
2009年には、第2回WBCの日本代表外野守備・走塁コーチに就任。本大会では一塁ベースコーチとして大会連覇に貢献した。
2010年10月24日に翌年の契約を更新しないことが発表され、巨人を退団。同年の日本シリーズからTBSラジオのプロ野球中継解説者に復帰、以前とは異なり放送席での解説を担当することになった（2011年に正式復帰）。
2011年以降は、日刊スポーツの野球評論家も務める。また、日テレG+のイ・リーグ巨人二軍主管試合中継でも解説を担当。
2012年からはTBSラジオに加え、テレビ東京「Neo sports」、更に日テレG+では巨人一軍戦中継の解説も担当。10月10日に、野球日本代表の外野守備・走塁コーチに就任したことが発表された。11月13日に、背番号が「73」となったことが発表された。
2018年から、北海道日本ハムファイターズの一軍野手総合コーチに就任。攻撃時は三塁ベースコーチを担当した。
2019年は一軍守備チーフ兼内野守備走塁コーチを務め、攻撃時は一塁ベースコーチを担当した。同年限りで退団。
2020年シーズンからは東京ヤクルトスワローズの二軍外野守備走塁コーチに就任した。
2021年シーズンは二軍内野守備走塁コーチに配置転換された。
2022年シーズンは再び二軍外野守備走塁コーチを務めた。2022年10月31日、同年限りで退団することが発表された。
2023年からは、5年ぶりにテレビ東京と日本テレビ（日テレジータス）とGAORA（後者は日本ハム戦のみ。いずれもファーム中継のみ）とTBSテレビ（TBSチャンネル・BS-TBSのDeNA戦や広島対巨人戦。こちらは一軍戦を担当）の野球解説者・日刊スポーツの野球評論家に復帰する。

## 人物
愛称は「熊本のプリンス」「マイクを持った盗塁王」など。非常に誠実な人柄で知られ、巨人時代は先輩後輩を問わず多くの選手・関係者に慕われた。2度の盗塁王に輝き、1989年・1994年と2度の日本一に大きく貢献した功労者でありながら、「他の選手に迷惑がかかるから」という理由で引退試合を断っている。元同僚で共に外野を守った松井秀喜とは親交が深く、1994年の日本一パレードでも隣同士だった。引退後も交友関係は続き、松井がタンパベイ・レイズに移籍した直後に独占インタビューを許可された。

## 詳細情報

### 年度別打撃成績
| 年 度     | 球 団     | 試 合 | 打 席 | 打 数 | 得 点 | 安 打 | 二 塁 打 | 三 塁 打 | 本 塁 打 | 塁 打 | 打 点 | 盗 塁 | 盗 塁 死 | 犠 打 | 犠 飛 | 四 球 | 敬 遠 | 死 球 | 三 振 | 併 殺 打 | 打 率 | 出 塁 率 | 長 打 率 | O P S |
| --------- | --------- | ----- | ----- | ----- | ----- | ----- | -------- | -------- | -------- | ----- | ----- | ----- | -------- | ----- | ----- | ----- | ----- | ----- | ----- | -------- | ----- | -------- | -------- | ----- |
| 1989      | 巨人      | 76    | 247   | 221   | 31    | 68    | 8        | 2        | 3        | 89    | 22    | 13    | 6        | 12    | 1     | 12    | 0     | 1     | 30    | 1        | .308  | .345     | .403     | .748  |
| 1990      | 巨人      | 119   | 448   | 401   | 70    | 104   | 20       | 6        | 3        | 145   | 27    | 33    | 12       | 12    | 2     | 28    | 2     | 4     | 72    | 2        | .259  | .313     | .362     | .675  |
| 1991      | 巨人      | 80    | 269   | 242   | 33    | 67    | 10       | 5        | 2        | 93    | 22    | 4     | 6        | 3     | 0     | 23    | 0     | 1     | 39    | 0        | .277  | .342     | .384     | .726  |
| 1992      | 巨人      | 98    | 411   | 357   | 47    | 102   | 16       | 1        | 6        | 138   | 30    | 7     | 9        | 6     | 0     | 46    | 1     | 2     | 42    | 7        | .286  | .370     | .387     | .757  |
| 1993      | 巨人      | 108   | 372   | 338   | 40    | 79    | 11       | 2        | 2        | 100   | 17    | 24    | 5        | 8     | 1     | 25    | 0     | 0     | 44    | 3        | .234  | .286     | .296     | .582  |
| 1994      | 巨人      | 113   | 195   | 174   | 22    | 40    | 4        | 4        | 0        | 52    | 7     | 9     | 2        | 5     | 2     | 14    | 3     | 0     | 26    | 0        | .230  | .284     | .299     | .583  |
| 1995      | 巨人      | 17    | 35    | 32    | 6     | 8     | 1        | 0        | 0        | 9     | 1     | 1     | 0        | 0     | 0     | 3     | 0     | 0     | 5     | 2        | .250  | .314     | .281     | .595  |
| 1996      | 巨人      | 1     | 0     | 0     | 1     | 0     | 0        | 0        | 0        | 0     | 0     | 0     | 0        | 0     | 0     | 0     | 0     | 0     | 0     | 0        | ----  | ----     | ----     | ----  |
| 1997      | 巨人      | 73    | 98    | 86    | 15    | 18    | 3        | 0        | 1        | 24    | 4     | 5     | 1        | 3     | 0     | 8     | 0     | 1     | 10    | 0        | .209  | .284     | .279     | .563  |
| 通算：9年 | 通算：9年 | 685   | 2075  | 1851  | 265   | 486   | 73       | 20       | 17       | 650   | 130   | 96    | 41       | 49    | 6     | 159   | 6     | 9     | 268   | 15       | .263  | .323     | .351     | .674  |

- 各年度の太字はリーグ最高

### タイトル
- 盗塁王：2回（1990年、1993年）

### 記録
- 初出場・初先発出場：1989年5月13日、阪神タイガース7回戦（阪神甲子園球場） 2番・二塁手で出場
- 初安打：同上、マット・キーオから
- 初盗塁：1989年5月24日、ヤクルトスワローズ6回戦（東京ドーム）
- 初打点：1989年6月2日、阪神タイガース9回戦（東京ドーム） 6回裏に野田浩司から犠飛
- 初本塁打：1989年8月15日、横浜大洋ホエールズ17回戦（東京ドーム） 8回裏に大門和彦からランニング2ラン

### 背番号
- 44（1987年 - 1998年）
- 73（2002年 - 2003年、2006年 - 2010年、2013年、2018年 - 2019年）
- 80（2020年 - 2022年 ）

## 関連情報

### 著書
- 『プロが教える守備・走塁入門』（松本匡史と共著。2002年3月。大泉書店）ISBN 9784278046724
- 『緒方耕一 勝利に導くスチール&ラン!』（2012年6月。ベースボール・マガジン社）ISBN 9784583104577

### 記事
- 緒方耕一, 「インタビュー・私の仕事訓/人生訓--野球リポーター 緒方耕一さん」『近代中小企業』 35(12), 60-62, 2000-10, NAID 40000786551

### 出演番組
- プロ野球中継
  - エキサイトベースボール（TBSラジオ） ※1999年（当時『TBSエキサイトナイター』） - 2001年、2004年 - 2005年（以上『ザ・ベースボール』）にはベンチリポーターとして出演（初期の番組広告では、解説者として明記）。『ザ・ベースボール』に改題した2000年は「ジャイアンツ・リポーター」の肩書（番組広告より）で出演した。
  - 日本テレビ制作巨人主催公式戦中継
    - Dramatic Game 1844（日テレG+・日本テレビで放送の一軍戦中継。2012年より日テレG+で放送分の解説を担当[10]。2013年より日本テレビ系列地上波でも放送される中継に出演。3月29日の対広島開幕戦中継では副音声ゲスト出演[19]。その後、5月28日の対ソフトバンク交流戦中継に解説として出演[20]。日本テレビの番組公式サイト内解説者リストには、明記されず）
    - ジャイアンツイースタンリーグ（日テレG+で放送の二軍戦中継。2011年より解説を担当[7]）

  - テレビ東京制作中継（テレビ東京・TXN系列地上波局・BSジャパンほか。2012年より解説）
  - 侍プロ野球（TBSチャンネル1。2013年7月12日、中日対巨人戦で初解説[21][注 6]）
- 緒方耕一の痛快!スポーツ天国（TBSラジオ。1999年4月5日 - 9月27日、月曜18:00 - 19:00放送）[22]
- スポーツBOMBER!（TBSラジオ）[22] ※2000年10月 - 2001年3月は新タ悦男と火曜を、2001年10月 - 2001年12月は中澤志月と金曜を、2004年11月 - 2005年3月は佐藤文康と火曜をそれぞれ担当。
- エクスプレス（TBSテレビ。月・火曜スポーツコーナー担当）
- プロ野球ネットワーク／プロ野球東西南北（TBSラジオ）
- キャッチ・ザ・ベースボール（TBSラジオ。『ザ・ベースボール』の直前に放送されたスポーツ情報番組。2001年、2004年 - 2005年に火 - 金曜担当）
- 走れ!緒方。（TBSラジオ。2005年10月 - 2006年3月） ※『初田啓介の激アツ!ビバ!プロ野球!』→『初田啓介の激アツ!エキサイトベースボール!』（スポーツワイド番組）に内包されていたコーナー。火・水曜18:45頃より放送[23]。
- neo sports（テレビ東京・TXN系列ほか。2012年1月15日[9] - ）
- BSニュース 日経プラス10（BSジャパン。2013年4月1日 - 。スポーツキャスター）